# Maria Helena Vieira da Silva

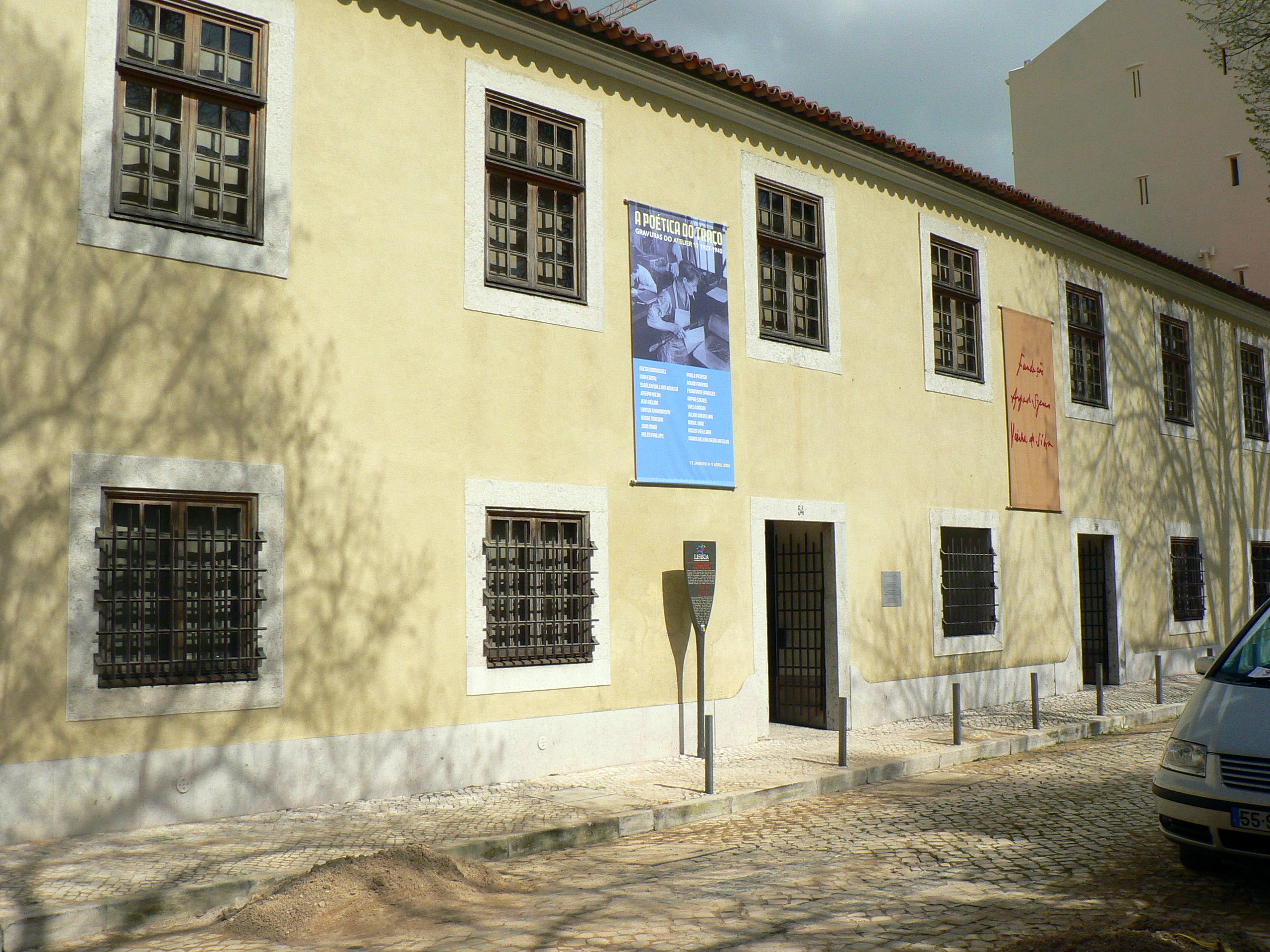
Fundação Arpad Szenes-Vieira da Silva, Lisboa

Maria Helena Vieira da Silva (Lisboa, 13 de juny de 1908 - París, 6 de març de 1992) va ser una pintora portuguesa que va desenvolupar la seva carrera a França.
Després de viatjar amb la família per diversos països d'Europa, en tornar a Portugal va iniciar la seva formació artística a l'Escola de Belles Arts de Lisboa, i va rebre classes d'anatomia a la Facultat de Medicina. El 1928, a l'edat de 20 anys, es trasllada a París, on es va matricular a l'Acadèmia de la Grande Chaumière, on va continuar els seus estudis d'art amb Bourdelle. Tot i haver començat, des d'anys enrere, amb la pràctica de l'escultura va reorientar la seva carrera cap a la pràctica de la pintura; per això fou alumna de Friesz, Léger i Bissière. Dos anys més tard contragué matrimoni amb el pintor hongarès Arpad Szenes. El pintor italià Massimo Campigli va ser el seu primer comprador -un oli de 1934- després de la seva primera exposició a la galeria de Jeanne Bucher (París).
Quan esclata la Segona Guerra Mundial viatja al Brasil i hi viu fins a l'any 1947, que torna a París. La seva obra va ser molt valorada al país sud-americà, i va ser exposada a la galeria Askanasy (de Rio de Janeiro) i al Palau Municipal de Belo Horizonte. També en aquesta època es produí el reconeixement internacional, perquè el 1946, Jeanne Boucher organitzà la seva primera exposició individual a Nova York.
Als anys seixanta va ser nomenada Cavaller de l'Ordre de les Arts i les Lletres. El 1963 va realitzar la seva primera vidriera, per a Saint-Jacques de Reims, i també va rebre el 1966 el Gran Premi Nacional de les Arts a París, essent la primera dona que l'obtenia. A partir d'aleshores exposà a Nova York, Lisboa, Rouen, Marsella, Rotterdam, Oslo… A principis dels anys vuitanta va filmar, al costat d'Arpad Szenes, una pel·lícula sobre la seva obra. Portugal la va nomenar membre de l'Acadèmia Nacional de Belles Arts.
Les seves primeres obres ens mostren paisatges reduïts a dissenys lineals i geomètrics que aconsegueixen l'efecte espacial sense recórrer als mètodes tradicionals per a crear la perspectiva. La seva obra es desenvolupa entorn de sèries temàtiques: biblioteques, ponts, tallers, bastides, estacions...; es dedica a l'estudi de les possibilitats de l'espai i mostra la preocupació per la profunditat. Els seus quadres se situen a mig camí entre la pintura abstracta i la figurativa, l'interès pel primitivisme i el cubisme sintètic, i la seva obra constitueix una amalgama d'estils i d'idees, resultat d'una intensa reflexió gràfica.
S'adscriu en l'anomenada Escola de París, i és considerada la pintora portuguesa més important del segle xx. El 1994 s'inaugurà a Lisboa la Fundació Arpad Szenes-Vieira da Silva, un museu en què s'exhibeix una gran col·lecció de tots dos artistes.